# دوک‌نشین میلان
دوک‌نشین میلان در قالب پادشاهی ایتالیا یکی از کشورهای تشکیل دهنده امپراتوری مقدس روم بود که در ایتالیای شمالی قرار داشت. این دوک‌نشین در ۱۳۹۵ میلادی تأسیس شد و در ابتدا دارای ۲۶ شهر بود که از یک طرف به تپه‌های مونتفرات و از سویی دیگر به مرداب ونتو متصل بود. میلان در قرن ۱۸ میلادی توسط نیروهای اتریشی طی جنگ‌های جانشینی اسپانیا فتح شد و طبق پیمان بادن در ۱۷۱۴ به قلمرو امپراتوری اتریش پیوست. دوک‌نشین میلان تا ۱۷۹۶ تحت مالکیت اتریش باقی‌ماند تا این که، در این سال، توسط ارتش فرانسه به فرماندهی ناپلئون بناپارت فتح گردید و پس از پیمان کامپو فورمیو تبدیل به جمهوری سیزالپین گشت.
پس از شکست ناپلئون، کنگره وین در ۱۸۱۵ بسیاری از دولت‌های پیش از جنگ‌های ناپلئونی را احیا کرد اما میلان جزو آن‌ها نبود. در مقابل، قلمرو سابق آن جزئی از پادشاهی لمباردی-ونیزی شد. فرمانروای این پادشاهی جدید نیز امپراتور اتریش بود. در ۱۸۶۶، پادشاهی لمباردی-ونیزی به دست پادشاهی ساردنی فتح گشت و جزئی از پادشاهی جدید ایتالیا شد.